# GOELRO

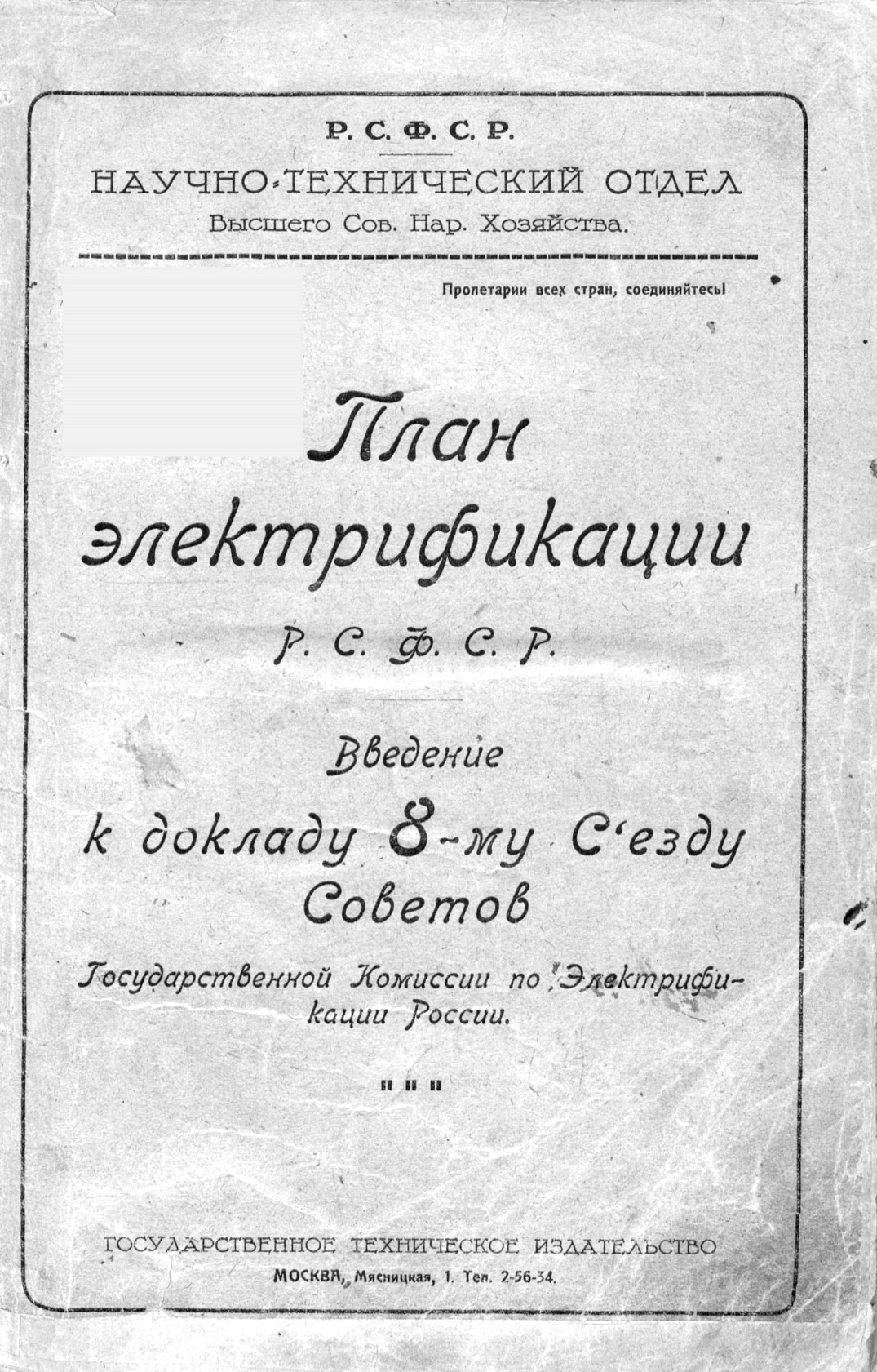
Portada del Plan para la Electrificación de Rusia (1920).

GOELRÓ (en ruso: ГОЭЛРО) es la abreviatura rusa de la «Comisión Estatal para la Electrificación de Rusia» (Госуда́рственная комиссия по электрифика́ции Росси́и), responsable del primer plan soviético para la recuperación y el desarrollo económico nacional, el Plan Estatal para la Electrificación de Rusia (Госуда́рственный план электрифика́ции Росси́и). Este proyecto, con el que se identifica por lo general, se realizó según las instrucciones y bajo la dirección de Lenin, una vez aprobado en el VIII Congreso Panruso de Ingeniería Eléctrica (Всеросси́йский электроте́хническим съездом), convocado por decreto del Consejo de Comisarios del Pueblo (Sovnarkom). Tras una serie de comentarios y adiciones, el Sovnarkom lo adoptó el 21 de diciembre de 1920 con la resolución «Sobre el plan para la electrificación de Rusia» (О плане электрификации России).
Fue uno de los planes de electrificación más ambiciosos que se hayan realizado, mediante el cual se llevó electricidad e iluminación a los hogares de varios millones de personas, en su mayoría  campesinos, en un intento de eliminar la brecha entre el campo y las ciudades. De igual manera, el GOELRÓ se convirtió en el prototipo de los subsiguientes planes quinquenales redactados por el Gosplán.

## Historia
Según algunas fuentes hubo contingencias para llevar a cabo planes de electrificación en Rusia antes de la revolución de 1917, pero jamás se pusieron en marcha, en aquel tiempo la electricidad era algo muy poco conocido en el país, luego de la llegada de los bolcheviques al poder se comenzó a redactar un plan bajo órdenes de Lenin, cuyo objetivo era la electrificación general del país, una meta que parecía casi imposible llevar a cabo debido a los múltiples problemas económicos en el país sin contar la guerra contra el ejército blanco, pero Lenin nombró la electrificación general cómo el segundo programa del partido. Rápidamente fue creada una comisión encargada para desarrollar el plan GOELRÓ, siendo esta presidida por Gleb KrzhizhanovskI. El 22 de diciembre de 1920; el plan fue finalmente aprobado en el VIII Congreso de los Sóviets, en ese entonces Lenin declaró:

El comunismo es el poder soviético más la electrificación de todo el país, ya que la industria no puede desarrollarse sin electrificación».

Pronto decenas de científicos llegaron a Rusia desde Alemania para trabajar en el proyecto. El plan no solo rehabilitaría la economía nacional, sino que también llevaría el progreso a zonas donde antes no había existido. En el documento figuraba la construcción de 30 centrales regionales (20 plantas de energía térmica y 10 estaciones de energía hidroeléctrica) con una capacidad total de 1,75 millones de kilovatios.

### La lámpara de Ílich
Inventada en 1874 por el ingeniero ruso Aleksandr Lodyguin siendo el primer bombillo de luz incandescente del mundo, pronto se convirtió en el símbolo del plan GOELRÓ. En 1920 a comienzos del plan, en un pequeño pueblo en la región de Moscú, los aldeanos de Kashin decidieron realizar su propio proyecto de electrificación y conectaron estas bombillas para iluminar su aldea, pero al no poseer ninguna fuente de energía decidieron visitar el Kremlin y plantear su situación a Lenin en persona, quién se sorprendió al escuchar sobre el pequeño proyecto, finalmente decidió proporcionarles un generador de corriente continua. Cuando las bombillas iluminaron sus hogares, los aldeanos estaban tan felices que enviaron una invitación al Kremlin para que Lenin visitara su aldea y celebrar la finalización del proyecto: 

[...] nos gustaría que pudiera asistir a la puesta en marcha de la luz eléctrica en el pueblo de Kashino y compartir con nosotros la alegría que sentimos al ver la luz eléctrica en las chozas de la aldea, algo que los campesinos no podían ni soñar en los tiempos del zar. Su presencia sería muy apreciada.

El 14 de noviembre de ese año, la aldea se preparó para la celebración, para sorpresa de todos Lenin cumplió su promesa y se presentó en la pequeña aldea, al caer la noche se acercó al generador y vio las famosas bombillas, poco antes de despedirse Lenin dijo:

Y esto es sólo un pueblo. Para nosotros es importante que el todo el país esté inundado de luz.

Pronto estas bombillas eléctricas llegarían a todas los pueblos soviéticos, pero el recuerdo de aquella visita de Lenin hizo que las personas en todas las aldeas las nombraran cómo «la lámpara de Ílich» en honor al hombre que les trajo la luz y el futuro a sus hogares. Durante la Segunda Guerra Mundial las fuerzas armadas de la Alemania nazi (Wehrmacht) destruyeron una gran parte de los generadores y redes eléctricas que iluminaban las aldeas, por lo que las personas que vivían ahí tuvieron que volver a utilizar lámparas de queroseno, a principios de 1950 algunos de los pueblos afectados recibían electricidad algunas horas de la noche proveniente de generadores portátiles ubicados en ferrocarriles que aseguraban la electricidad a las fábricas cercanas, finalmente a mediados de la década de 1950 la electricidad fue completamente restablecida en todas las aldeas.

## Resultados[6]
| Área                                       | 1913  | 1920 | 1930  | Plan GOELRÓ     | 1935  |
| ------------------------------------------ | ----- | ---- | ----- | --------------- | ----- |
| Producción industrial en bruto (1913)      | 1     | 0,14 | 2,5   | 1,8-2 (1929-30) | 5,8   |
| Potencia de las plantas regionales (en GW) | 0,2   | 0,25 | 1,4   | 1,75 (1931)     | 4,1   |
| Producción de electricidad (GWh)           | 2,0   | 0,5  | 8,4   | 2,8 (1931)      | 28,3  |
| Carbón (millones de toneladas)             | 29,2  | 8,7  | 47,8  | 62,3 (1932)     | 109,8 |
| Petróleo (millones de t)                   | 10,3  | 3,9  | 18,5  | 16,4 (1929-30)  | 25,2  |
| Turba (millones de t)                      | 1,7   | 1,4  | 8,1   | 18,4 (1934)     | 18,5  |
| Mineral de hierro (millones de t)          | 9,2   | 0,16 | 13,7  | 19,6 (1934)     | 26,3  |
| Fundición en bruto (millones de t)         | 4,2   | 0,12 | 5,0   | 9,2 (1934)      | 12,5  |
| Acero (millones de t)                      | 4,3   | 0,19 | 5,8   | 6,5 (1933)      | 12,6  |
| Papel (miles de t)                         | 269,2 | 30,3 | 435,3 | 683,5 (1936)    | 648,8 |

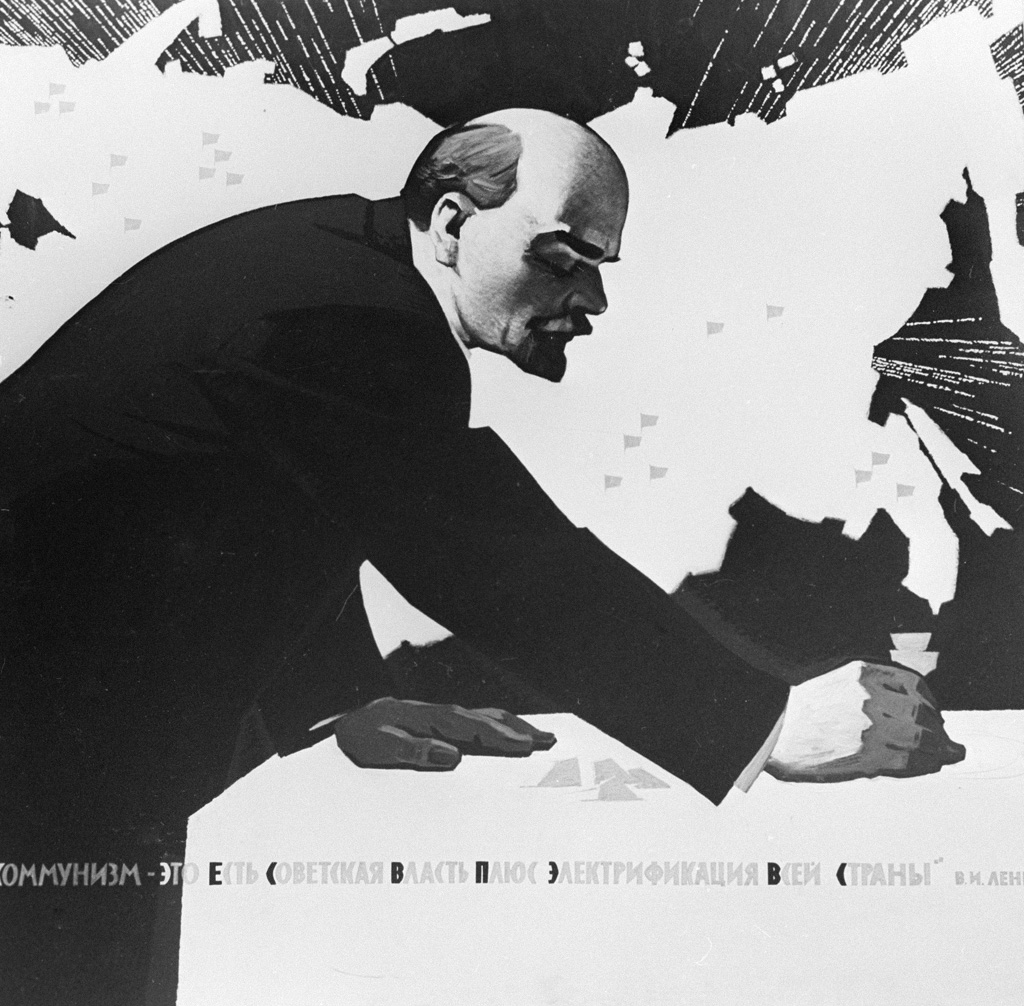
Afiche soviético «Plan GOELRÓ» (1967).

Logros obtenidos con la implementación del plan:
| Área                                | 1913 | 1917 | 1927   |
| ----------------------------------- | ---- | ---- | ------ |
| Número de plantas                   | 33   | 75   | 858    |
| Capacidad total (en kW)             | 712  | 1036 | 18 500 |
| Granjas beneficiadas                | —    | 542  | 89 739 |
| Energía utilizada (en miles de kWh) | 427  | 622  | 10 000 |

## GOELRÓ-2
Actualmente se lleva a cabo en Rusia un proceso que forma parte de la liquidación de la empresa RAO UES de Rusia y la posterior reestructuración de las nuevas empresas emergentes. Para 2020, está previsto que todos los sistemas eléctricos del país estén renovados, debido a que actualmente una gran parte de las instalaciones en los sistemas eléctricos datan de la era soviética.

## Plan GOELRÓ en la literatura
En 1920 el escritor de ciencia ficción H. G. Wells se reunió con Lenin y fue informado sobre el plan de electrificación general; encontrando estos planes poco prácticos. En su artículo «Rusia en las sombras» dedicado a este viaje, Wells opina sobre dichos planes:

El hecho es que Lenin, quien como un buen marxista ortodoxo denuncia a todos los «utópicos», ha sucumbido finalmente ante una utopía, la utopía de los electricistas. Apuesta con todas sus fuerzas por un plan para el desarrollo en Rusia de enormes centrales eléctricas de inmenso poder, que proporcionarán a todas las provincias la energía suficiente para la iluminación, el transporte y la industria. Dos distritos experimentales, ha dicho, ya han sido electrificados. ¿Puede alguien imaginar un proyecto más atrevido en un país extenso y llano, de bosques y campesinos iletrados, sin energía hídrica, sin habilidad técnica disponible y con el comercio y la industria en su último aliento? Proyectos para semejante electrificación están en proceso de desarrollo en Holanda y se han comentado en Inglaterra, y en esos centros densamente poblados y de industria altamente desarrollada uno puede imaginárselos [los planes] como exitosos, económicos y beneficiosos en general. Pero su aplicación a Rusia supone un esfuerzo mucho mayor a la imaginación constructiva. No alcanzo a ver nada por el estilo sucediendo en este oscuro cristal de Rusia, pero este pequeño hombre en el Kremlin puede; él ve los deteriorados ferrocarriles reemplazados por un nuevo transporte eléctrico, ve nuevas calzadas extendiéndose a través del país, ve un nuevo y más dichoso industrialismo comunista alzándose de nuevo. Mientras hablaba con él casi me persuadió para compartir su visión.
For Lenin, who like a good orthodox Marxist denounces all "Utopians," has succumbed at last to a Utopia, the Utopia of the electricians. He is throwing all his weight into a scheme for the development of great power stations in Russia to serve whole provinces with light, with transport, and industrial power. Two experimental districts he said had already been electrified. Can one imagine a more courageous project in a vast flat land of forests and illiterate peasants, with no water power, with no technical skill available, and with trade and industry at the last gasp? Projects for such an electrification are in process of development in Holland and they have been discussed in England, and in those densely-populated and industrially highly-developed centres one can imagine them as successful, economical, and altogether beneficial. But their application to Russia is an altogether greater strain upon the constructive imagination. I cannot see anything of the sort happening in this dark crystal of Russia, but this little man at the Kremlin can; he sees the decaying railways replaced by a new electric transport, sees new roadways spreading throughout the land, sees a new and happier Communist industrialism arising again. While I talked to him he almost persuaded me to share his vision.
— «VI. The Dreamer in the Kremlin», Russia in the Shadows (1920)

En aquel momento Lenin pidió a Wells que visitara Rusia dentro de 10 años para verificar si se habían obtenido logros con el plan, debido a que estaba previsto finalizarlo en ese transcurso (entre diez y quince años). Wells llegó a la Unión Soviética en 1934 y se le vio totalmente sorprendido, esto al observar el hecho de que los planes de Lenin no solamente se habían cumplido, sino que las expectativas sobre los logros habían sido superadas.